# Witte Kruis (kruisvereniging)
De Noordhollandsche Vereeniging tot afwering van epidemische ziekten en tot hulpbetoon tijdens epidemieën het Witte Kruis werd in het jaar 1875 opgericht door leden van de toenmalige Geneeskundige raad van Noord-Holland. Het was de eerste kruisvereniging in Nederland.

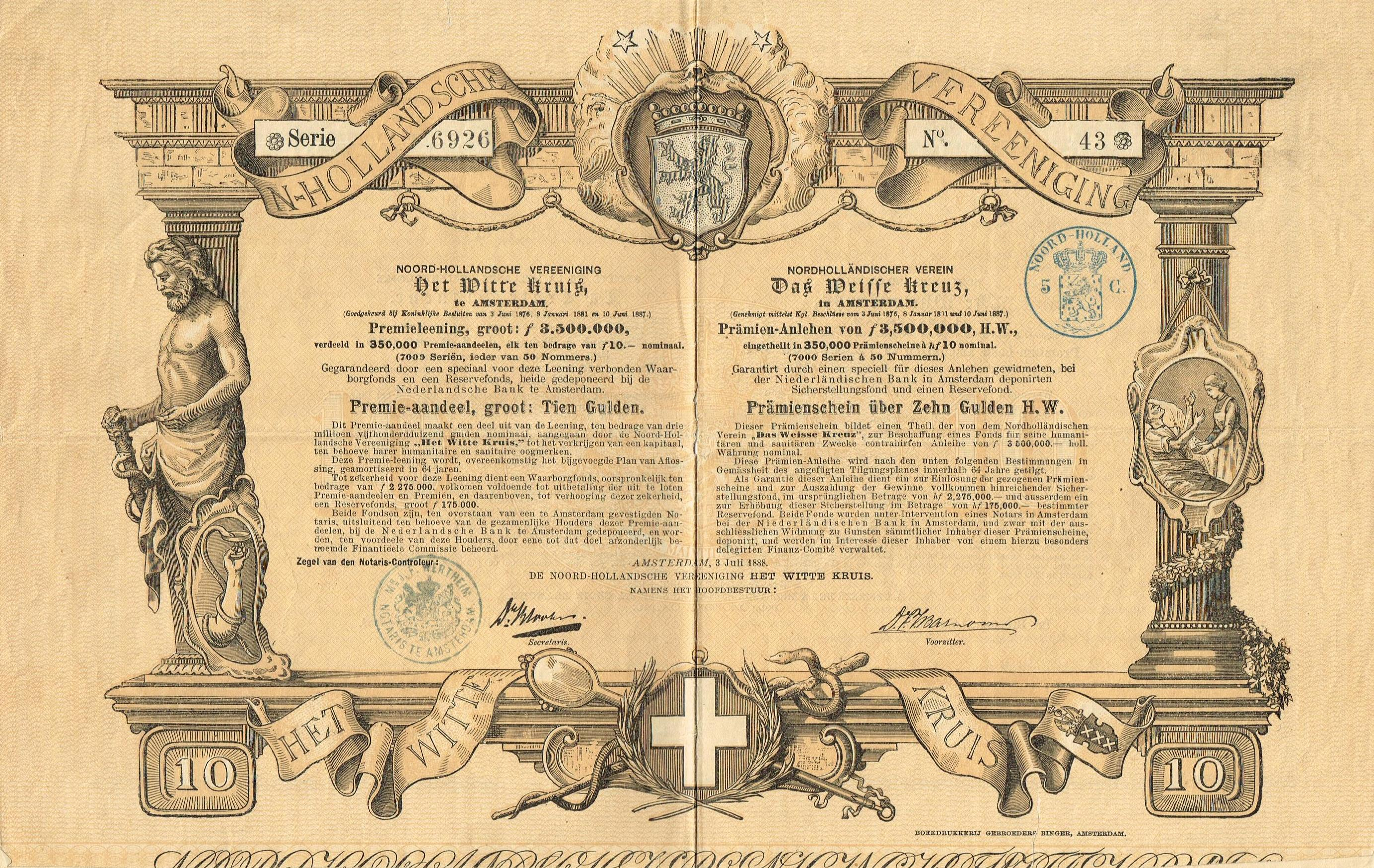
Premiecertificaat van het Witte Kruis gedateerd 3 juli 1888

Prijspenning van het Witte Kruis (1890)

De inspecteur, Dr. Jacobus Penn, en de secretaris, Dr. G.A.N. Allebé, van de Geneeskundige raad deden de eerste stappen voor het oprichten van een vereniging tot bevordering van de volksgezondheid en het weren van epidemieën. In 1873 was de Wet op de besmettelijke ziekten in werking getreden, die gemeenten verplichtte de hygiëne en de bestrijding van besmettelijke ziekten ter hand te nemen. Dit was een breuk met de eerdere praktijk waarin openbare gezondheidszorg als armenzorg werd gezien en daarmee niet als taak van de overheid. De gemeenten echter maakten, tot teleurstelling van de Geneeskundige raad, weinig haast met de uitvoering van de nieuwe wet. Dit bracht de raad ertoe te trachten een vereniging tot stand te brengen die dit dan ter hand moest nemen. Op 24 januari 1875 werd aan alle geneeskundigen en gemeentebesturen in de provincie de uitnodiging gezonden om in hun gemeente een dergelijke vereniging op te richten. De vereniging werd nog datzelfde jaar opgericht en had toen 11 afdelingen met ruim 600 leden. Ze werd bij koninklijk besluit van 3 juni 1876 als rechtspersoon erkend.
De naam was gekozen als een tegenhanger in vredestijd van het Rode Kruis (dat zich in die tijd nog voornamelijk richtte op de geneeskundige hulpverlening in tijd van oorlog).
De vereniging hield zich ook bezig met coördinatie van de hulpverlening bij besmettelijke ziekten, met het beschikbaar stellen (uitlenen) van medische hulpmiddelen en met de opleiding van verpleegkundigen en desinfecteurs.
Zo werd in 1878 de Vereeniging voor Ziekenverpleging gesticht en werden in 1879 in het Amsterdamse Binnengasthuis de eerste Witte-Kruis diploma's uitgereikt. De meeste verpleegsters gingen in het ziekenhuis werken, maar in navolging van het protestant-christelijke  diaconessenwerk nam de vereniging een paar verpleegsters in dienst om uit te zenden voor verpleging bij gezinnen thuis. Hier liggen de wortels van de  wijkverpleging.
In 1900 kwam de eerste kruisvereniging buiten Noord-Holland tot stand, het Zuid-Hollandse Groene Kruis, waarmee intensief werd samengewerkt en later gefuseerd onder de naam Groene Kruis.
In 1919 had het Witte Kruis 50.330 leden, 108 afdelingen, 3 districten en 5 stichtingen.
Het Witte Kruis is tot op heden actief. Ze werken op nationaal niveau met circa 950 medewerkers in 2023.